# Milichiella bimaculata
Milichiella bimaculata är en tvåvingeart som beskrevs av Becker 1907. Milichiella bimaculata ingår i släktet Milichiella och familjen sprickflugor.
Artens utbredningsområde är Kanarieöarna.